# Havlíčkův Brod
Havlíčkův Brod es la localidad-capital del distrito de Havlíčkův Brod en la región de Vysočina, República Checa, con una población estimada a principio del año 2018 de 23 101 habitantes. 
Se encuentra ubicada al norte de la región, cerca de la orilla del río Sázava —un afluente derecho del río Moldava— y de las regiones de Bohemia Central y Pardubice.

## Historia
El asentamiento en Brod se ha documentado desde el siglo XII. Después de que se descubrió la plata en el área, el noble bohemio Smil de Lichtenburk (Lichtenburg) invitó a los mineros alemanes a establecerse en el área; Brod recibió los derechos de su ciudad en 1257. Aunque la gente del pueblo hablaba alemán en una tierra predominantemente de habla checa, la gente de Brod se convirtió en súbditos leales de la corona de Bohemia. En los siglos XIII y XIV fue un centro para la minería de plata, aunque su importancia disminuyó gradualmente en el siglo pasado. Debido a que los ciudadanos alemanes apoyaron al rey Segismundo durante las Guerras husitas, Brod fue despedido el 22 de enero de 1422 por Jan Žižka. La población fue reasentada por una población predominantemente de habla checa en 1429 y experimentó un florecimiento cultural durante los siglos XVI y XVII. Desde 1429 la mayoría de la población de la ciudad era étnicamente checa. Hasta 1918, la ciudad era parte de la monarquía austriaca (lado de Austria después del compromiso de 1867), jefe del distrito de Deutschbrod - Nemecky Brod, uno de los 94 Bezirkshauptmannschaften en Bohemia.
Brod fue industrializado durante el siglo XIX con énfasis en los textiles. El ferrocarril llegó aquí en 1870 y la estación más tarde se convirtió en un centro importante.

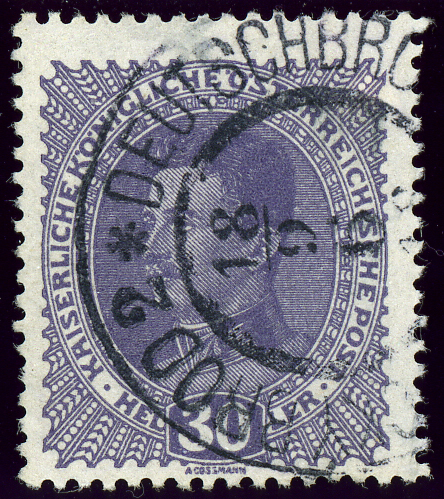
Austria heller bilingüe 30 fue cancelada en 1918.

Después de la Segunda Guerra Mundial, la ciudad pasó a llamarse Havlíčkův Brod en honor a Karel Havlíček Borovský, periodista, escritor y político checo. A finales de la década de 1980, el centro de Brod fue declarado un tesoro nacional.

## Ciudades hermanadas
Havlíčkův Brod mantiene un hermanamiento de ciudades con:
- Brielle, Holanda Meridional, Países Bajos (desde 1985).
- Bresanona, Trentino-Alto Adigio, Italia (desde 1992).
- Spišská Nová Ves, Košice, Eslovaquia (desde 1995).
- Český Brod, Bohemia Central, República Checa.
- Široký Brod, Olomouc, República Checa.
- Uherský Brod, Zlín, República Checa.
- Vyšší Brod, Bohemia Meridional, República Checa.
- Železný Brod, Liberec, República Checa.

## Galería

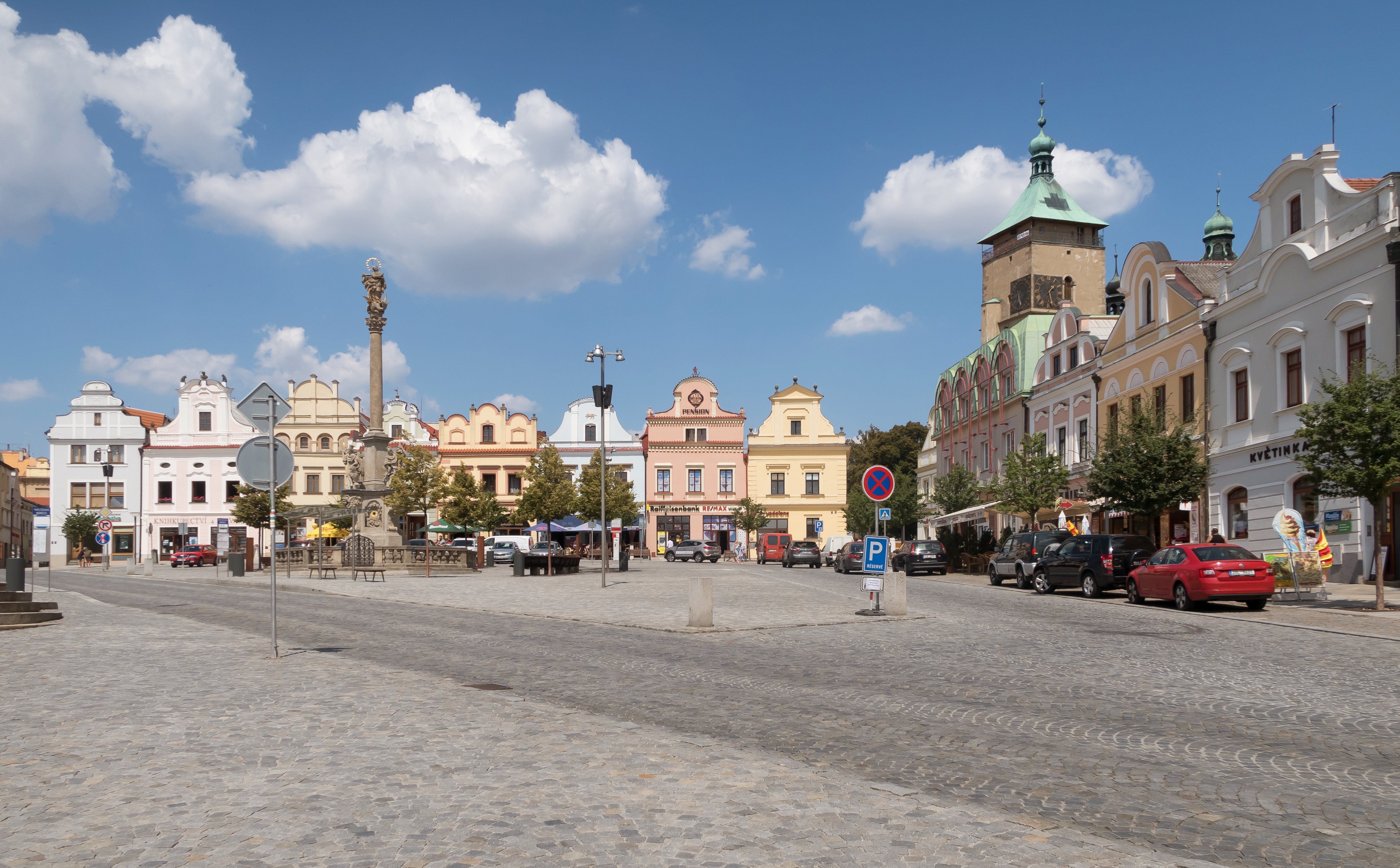
Vista de la calle: Havlíčkovo Náměstí
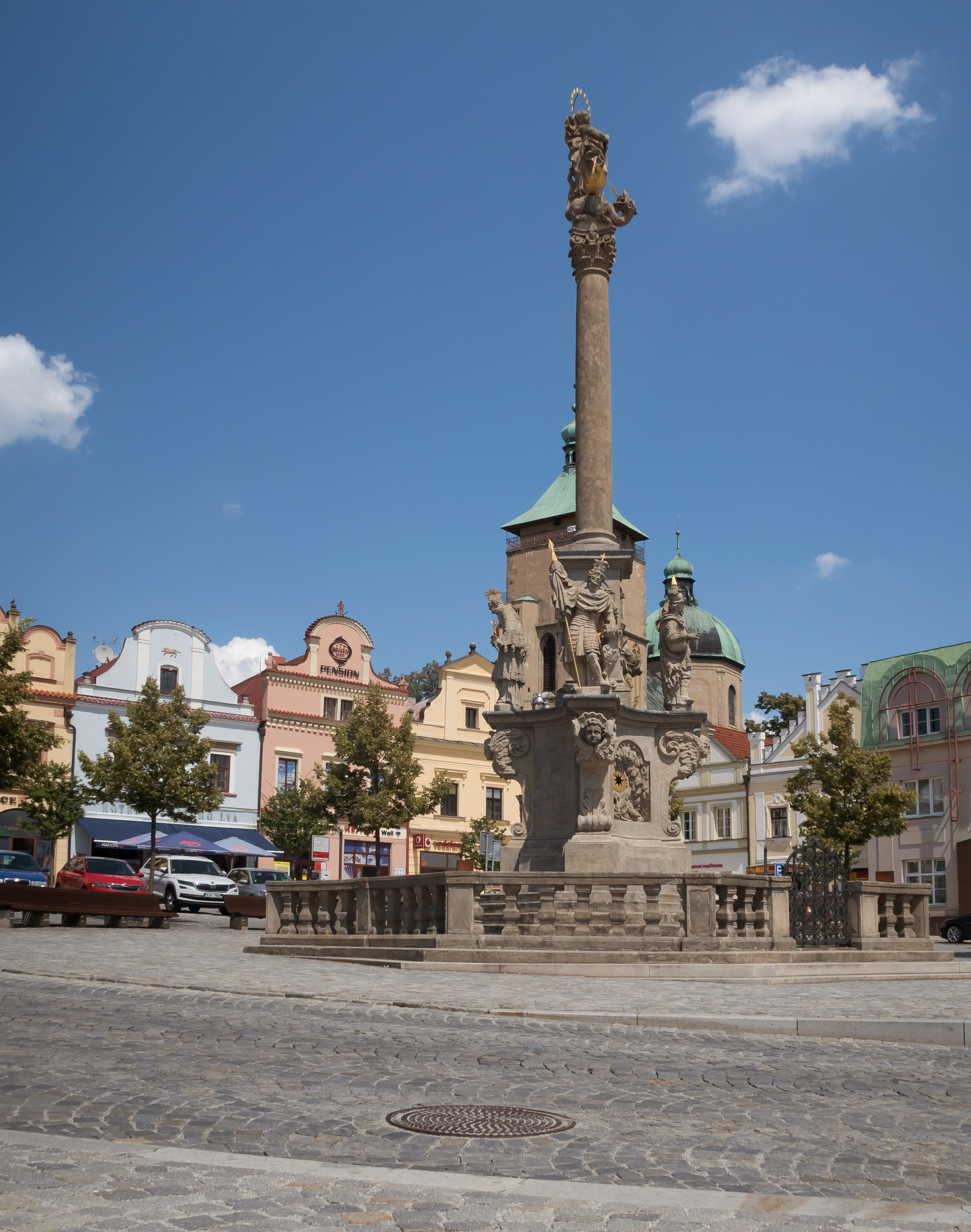
Escultura: Mariánský sloup a la Havlíčkovo Náměstí
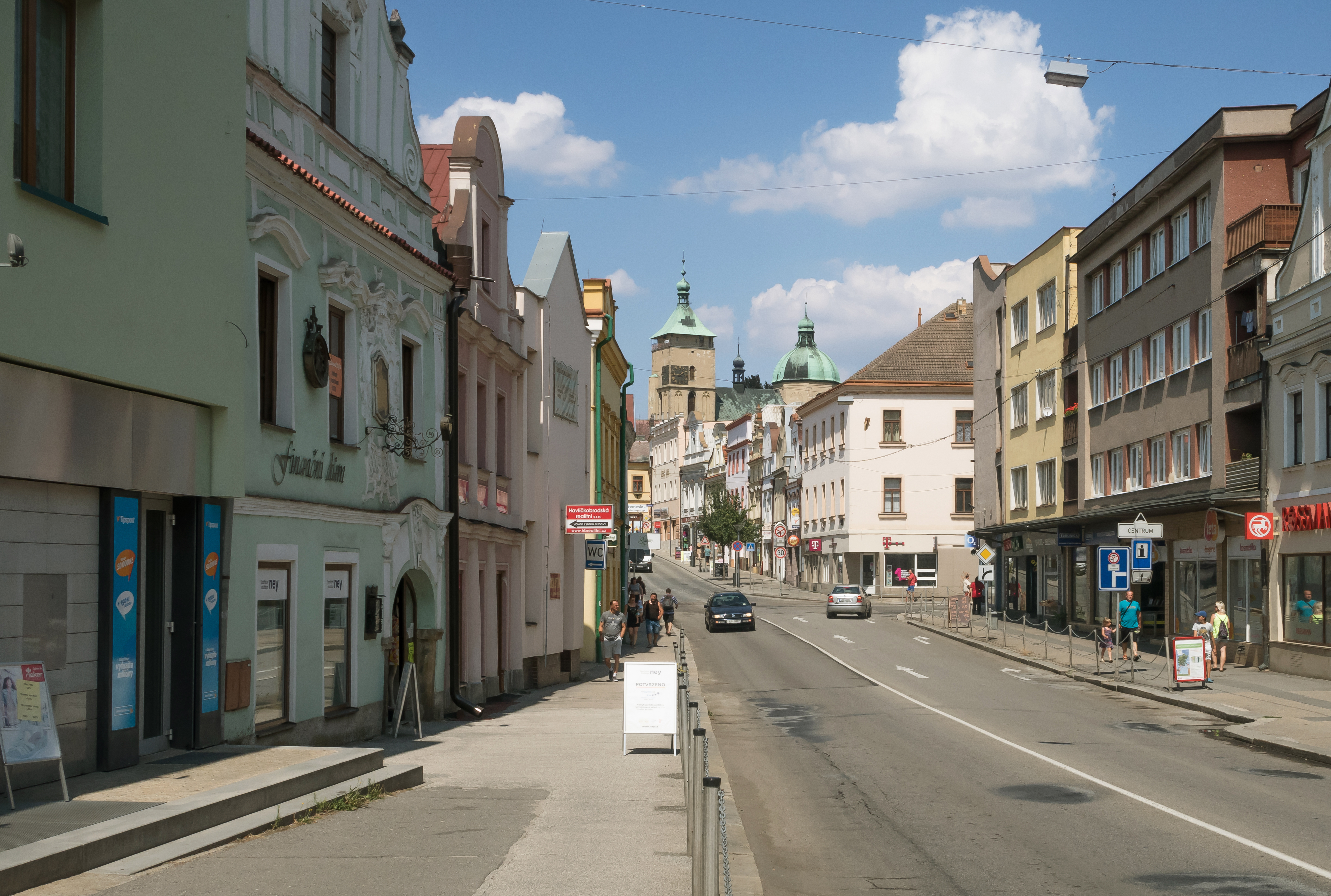
Vista en la calle: Dolní